# Cierva C.7
El Cierva C.7 fue el séptimo autogiro diseñado por el ingeniero español Juan de la Cierva y Codorníu, construido en España por Talleres Loring, del cual se construyeron dos unidades que volaron en Cuatro Vientos en 1926; un C.7 fue exhibido en el Festival Aéreo de Madrid. 

## Diseño y desarrollo
En 1926 se inició la producción de autogiros en Gran Bretaña. Se fabricaron dos unidades: el C.6C, para el Ministerio del Aire británico (una copia del C.6B del Ministerio del Aire español), y el C.6D, que fue el primer autogiro biplaza. Simultáneamente, en España fueron construidas dos unidades del Cierva C.7, por la Loring en Carabanchel, con leves diferencias sobre el C.6, cuya planta motriz consistía en un Hispano-Suiza de 300 hp.  
Courtney, el piloto oficial de la Cierva Autogiro Company había comentado en algunas ocasiones:

"algún día una de estas palas va a salir volando por su cuenta"

El 7 de enero de 1927 se cumplió su profecía. Cuando volaba con el C.6C del Ministerio del Aire británico a 30 metros de altitud, una de sus palas se desprendió del buje. El autogiro comenzó a descender verticalmente con una velocidad casi normal en un descenso con autorrotación. Cuando se encontraba a 6 metros de altura, se desprendió una segunda pala. En este accidente, Courtney (el piloto) resultó con magulladuras leves. La reacción del Ministerio del Aire británico ante este accidente fue la suspensión de todos los vuelos de autogiros en Gran Bretaña hasta que se encontrara una solución al desprendimiento en vuelo de las palas. 
Juan de la Cierva diseñó en el buje, para corregir los sobreesfuerzos, un nuevo rotor con una segunda articulación, para eliminar los esfuerzos cíclicos. A la ya existente de abatimiento que eliminaba el problema de la asimetría de la sustentación, se añadió una segunda, que designó como articulación de arrastre, que permitía a la pala oscilar en el plano de rotación.
Como no podía realizar las pruebas con esta nueva articulación, al estarle prohibido el volar con los autogiros en Gran Bretaña, se trasladó a Madrid para trabajar sobre el C.7, al que se le montó una nueva cabeza de rotor con doble articulación. Tras realizarse todo tipo de pruebas sobre esta aeronave, incluidos vuelos con Juan de la Cierva como pasajero, se concluyó que se había llegado a la solución adecuada, además de conseguir un vuelo mucho más suave.

## Variantes
C.7
Autogiro biplaza con motor Hispano Suiza de 300 hp.
C.VII
Denominación dada por la empresa Loring.

## Operadores
España
- Aeronáutica Militar

## Especificaciones

### Características generales
- Tripulación: Uno (piloto)
- Longitud: 9 m (29,5 ft)
- Diámetro rotor principal: 10 m (32,8 ft)
- Peso máximo al despegue: 900 kg (1983,6 lb)
- Planta motriz: 1×  Hispano-Suiza.
  - Potencia: 223 kW (307 HP; 303 CV) [1]

### Rendimiento
- Velocidad máxima operativa (Vno): 100 km/h (62 MPH; 54 kt)

## Aeronaves relacionadas

### Desarrollos relacionados
- Cierva C.6

### Secuencias de designación
- Secuencia C._ (Interna de la compañía Cierva): ← C.4 - C.5 - C.6 - C.7 - C.8 - C.9 - C.12 →